# Gala湯澤車站
Gala湯澤車站（日语：／ Gāra Yuzawa eki */?）是一個位於日本新潟縣南魚沼郡湯澤町大字湯澤1039番地2號，由東日本旅客鐵道（JR東日本）所經營的鐵路車站。Gala湯澤是JR東日本所屬的Gala湯澤支線（ガーラ湯沢支線）之終點站，該線在營運上是上越新幹線的末端延伸線（越後湯澤～Gala湯澤，路線長1.8公里），但在路線的歸屬上卻是在來線的上越線之分歧支線。
Gala湯澤的車站名稱源自車站附近、由JR東日本所經營的滑雪場Gala湯澤滑雪場（ガーラ湯沢スキー場），是一個以JR東日本所屬的路線維護基地之後山部分用地所改成的休憩設施。JR東日本將原本通往車輛基地的工作線改為客運用途，在1990年時開辦Gala湯澤車站作為冬季時的臨時車站使用，主要停靠此站的列車是行駛於上越新幹線上的谷川號與MAX谷川號之部分冬季班次，並打出「從東京只要75分鐘就能抵達的滑雪場」（東京から75分で行けるスキー場），強調搭乘新幹線就能直達度假區的廣告訴求。
Gala湯澤車站的年平均利用率並不高（以2000年之後最高的2011年度單日平均而言，只有1433人），這主要是因為車站只有在冬季營運，但在冬季期間的利用率則遠高於此年平均數字。除此之外，冬季以外的季節Gala湯澤支線上雖然仍有列車行駛，但全都是駛抵終點的維修基地作為折返調度用的不載客列車。

## 其他
在JR集團中，以原本的車輛維護設施改為客運車站用途的狀況，並非只有Gala湯澤車站一例：位於九州福岡縣的博多南車站，是利用山陽新幹線的回送線作為客運路線而額外開辦，不同的是Gala湯澤只有在冬季營運，但博多南則是終年保持營運。

## 車站結構
島式月台1面2線的地面車站。

### 月台配置
| 月台 | 路線       | 目的地                   |
| ---- | ---------- | ------------------------ |
| 1、2 | 上越新幹線 | 越後湯澤、上野、東京方向 |

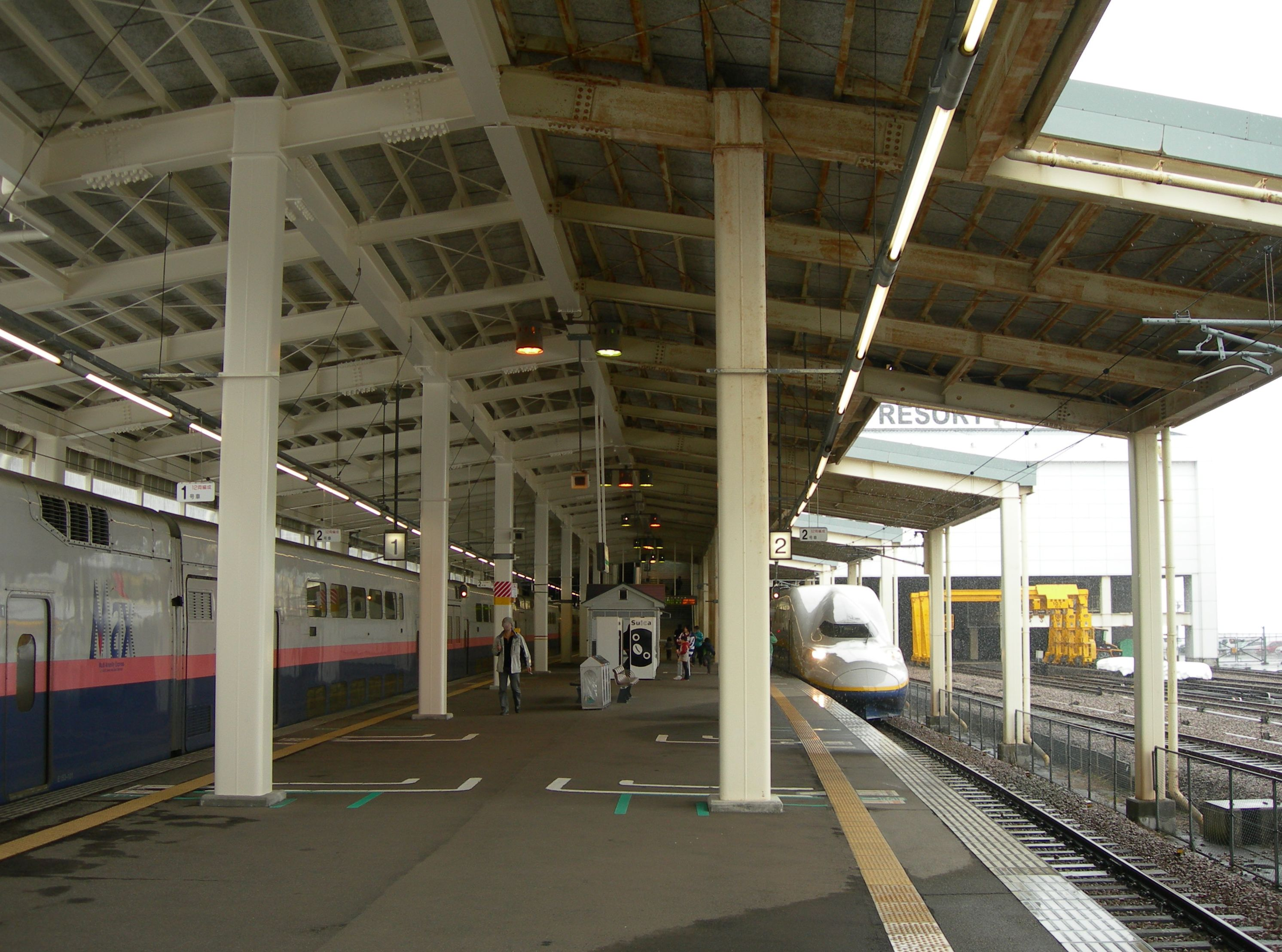
月台
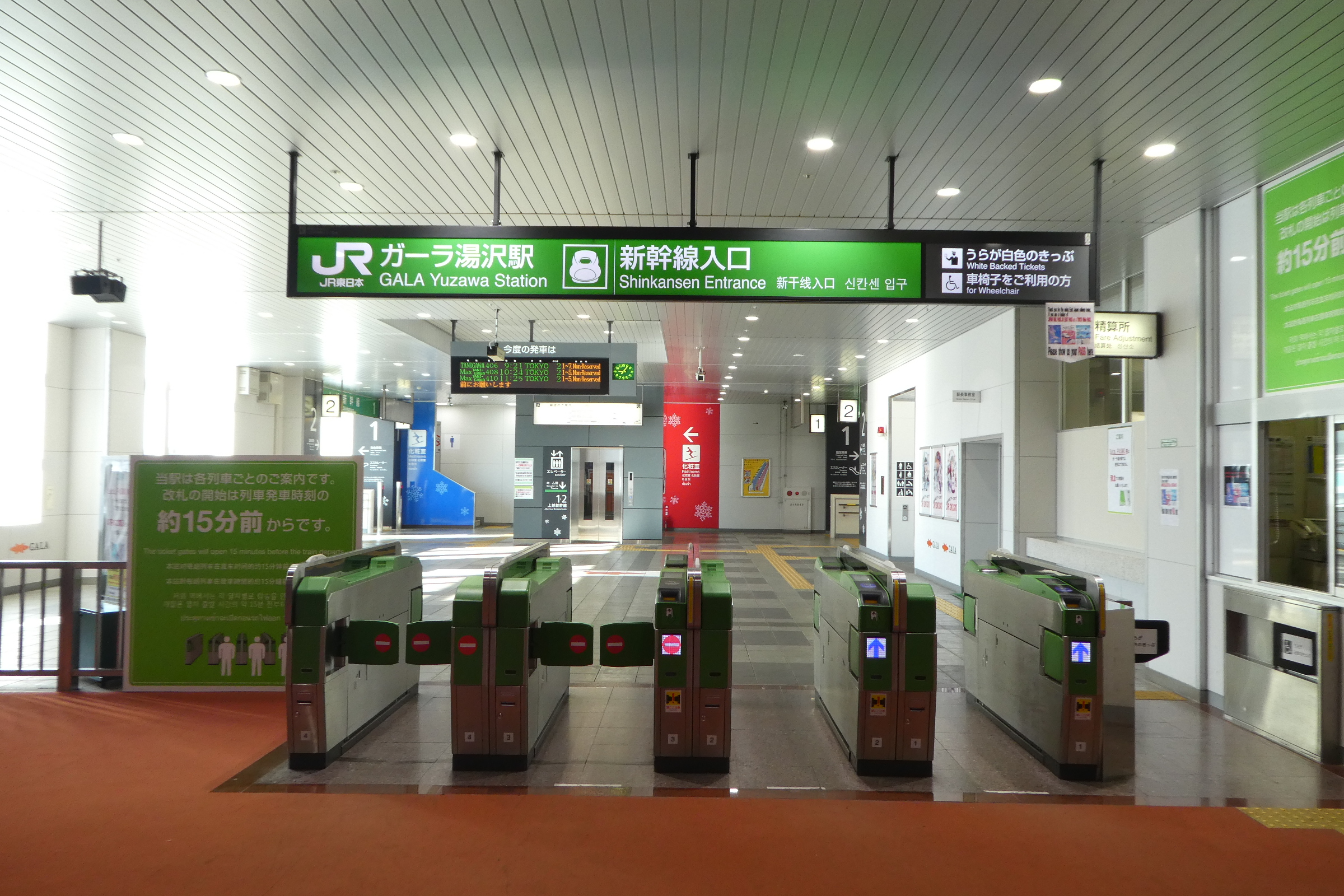
檢票口
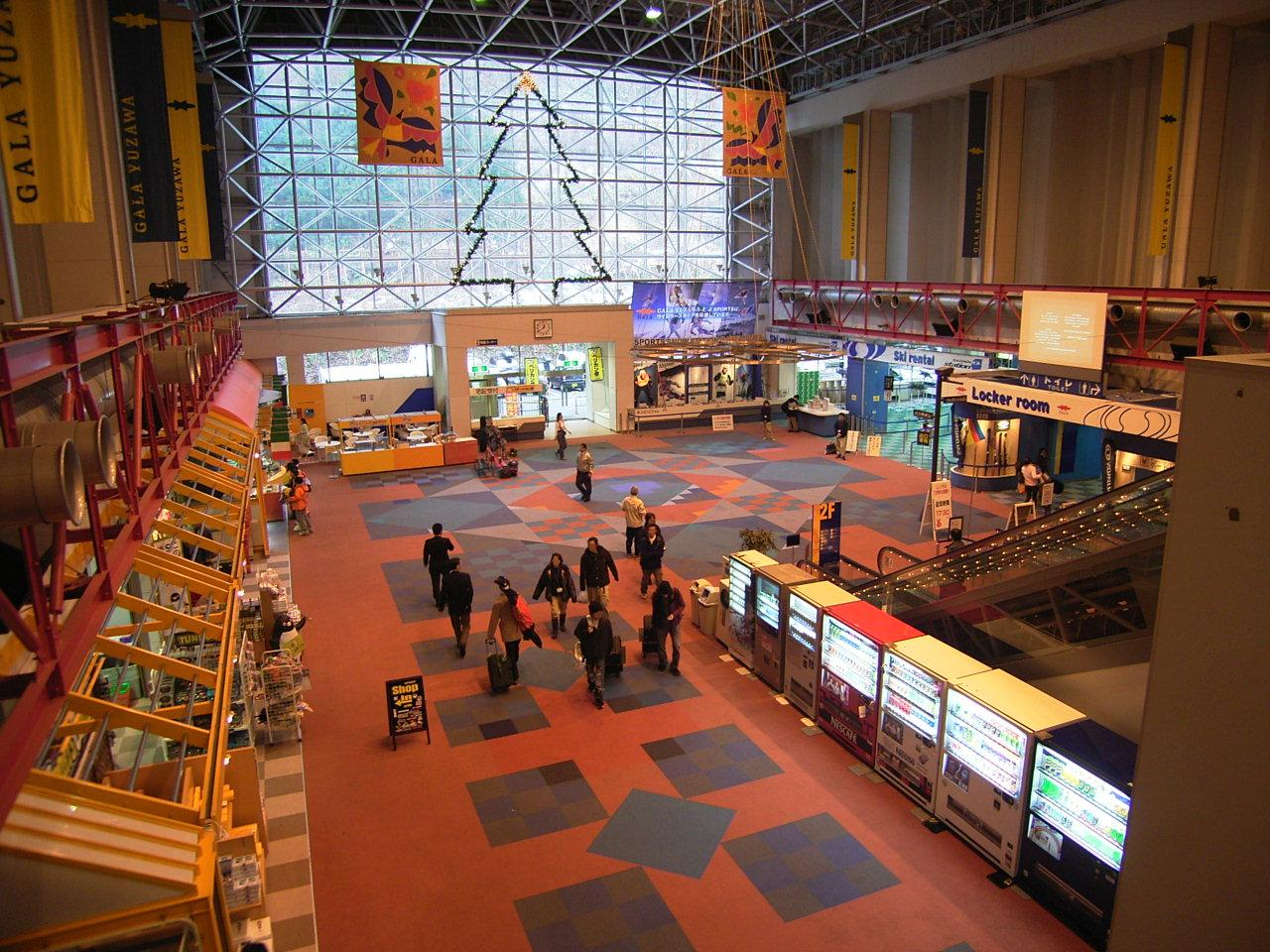
車站大樓內
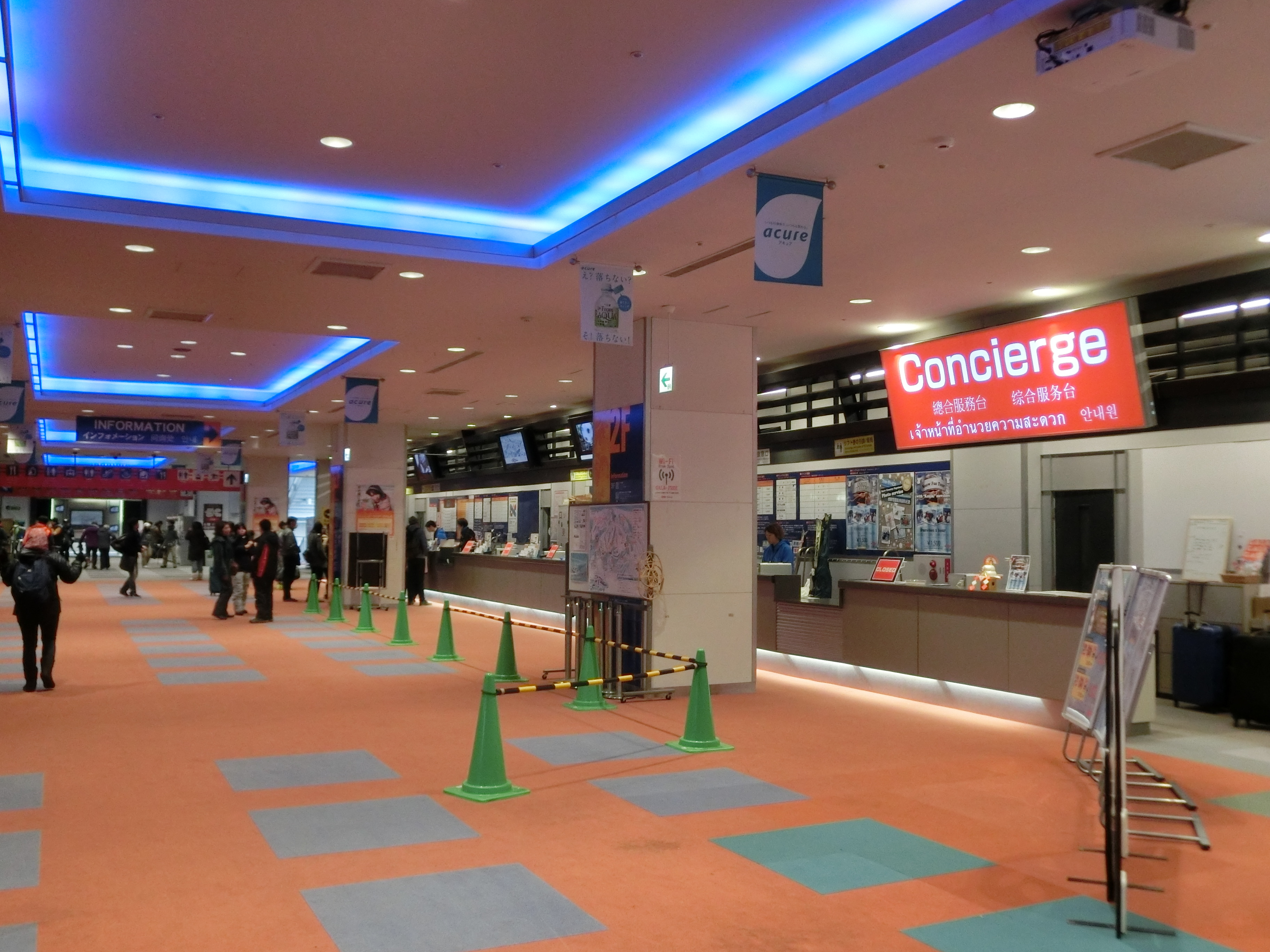
滑雪場接待處

## 相鄰車站
東日本旅客鐵道
上越新幹線（支線）
越後湯澤－Gala湯澤

## 外部連結
- （日語）Gala湯澤車站（JR東日本） （页面存档备份，存于）
- （日語）Gala湯澤雪地度假區 （页面存档备份，存于）

36°57′2″N 138°47′58″E / 36.95056°N 138.79944°E